# غراهام جونسون (لاعب كريكت)
غراهام جونسون (1 مايو 1958 في المملكة المتحدة - ) (بالإنجليزية: Graham Johnson)‏ هو لاعب كريكت بريطاني. لعب مع نادي مقاطعة دورهام للكريكت ‏.

## وصلات خارجية
- غراهام جونسون على موقع إي آس بي آن كريك إنفو (الإنجليزية)